# En hyllning till Elvis
En hyllning till Elvis släpptes 2005 och är ett studioalbum av den svenska sångerskan Carina Jaarnek, med coverversioner på låtar som gjorts kända av Elvis Presley. Det nådde som högst åttondeplatsen på den svenska albumlistan. Albumet spelades in i USA tillsammans med Elvis Presleys tidigare musiker.

## Låtlista
1. Always on My Mind
2. I Washed My Hands in Muddy Water
3. Hurt
4. Nu vill jag leva (No Commitments)
5. If I Can Dream
6. Such a Night
7. Blue Bayou (duett med Billy Swan)
8. Dirty Dirty Feeling
9. It Hurts Me
10. I Believe (in the Man in the Sky)
11. Times Gonna Heal the Pain
12. Memphis Rockmedley
13. One Night
14. No Commitments (nu vill jag leva)

## Listplaceringar
| Lista (2005) | Topplacering |
| ------------ | ------------ |
| Sverige      | 8            |

### Fotnoter
1. ↑  ”Dansweb”. Arkiverad från originalet den 5 mars 2016. https://web.archive.org/web/20160305055402/http://www.dans-web.nu/skivor/index.php?pid=view&ref_cd=1072. Läst 10 juni 2011.
2. ↑  ”En hyllning till Elvis”. Svensk mediedatabas. 20 mars 2005. http://smdb.kb.se/catalog/id/001434419. Läst 10 juni 2011.
3. ↑  ”Sångerskan Carina Jaarnek död”. Dagens nyheter. 17 januari 2016. http://www.dn.se/kultur-noje/musik/sangerskan-carina-jaarnek-dod/. Läst 17 januari 2016.
4. ↑  ”En hyllning till Elvis”. Swedishcharts. 20 mars 2005. http://www.swedishcharts.com/showitem.asp?interpret=Kina+Jaarnek&titel=En+hyllning+till+Elvis&cat=a. Läst 4 oktober 2008.